# Three Forks
Three Forks is een plaats (city) in de Amerikaanse staat Montana, en valt bestuurlijk gezien onder Gallatin County.

## Demografie
Bij de volkstelling in 2000 werd het aantal inwoners vastgesteld op 1728.
In 2006 is het aantal inwoners door het United States Census Bureau geschat op 1845, een stijging van 117 (6.8%).

## Geografie
Volgens het United States Census Bureau beslaat de plaats een oppervlakte van
3,4 km², waarvan 3,3 km² land en 0,1 km² water. Three Forks ligt op ongeveer 1243 m boven zeeniveau.

## Plaatsen in de nabije omgeving
De onderstaande figuur toont nabijgelegen plaatsen in een straal van 32 km rond Three Forks.